# Kurhaus Wettin
Das ehemalige Kurhaus Wettin, auch Haus Haideberg, ist ein unter Denkmalschutz stehendes Gebäude im Radebeuler Stadtteil Oberlößnitz, in der Haidebergstraße 20 (in der Denkmaltopografie unter Nr. 36 geführt). Es wurde 1909 als „vornehmes Familienrestaurant“ mit Pensionsbetrieb eröffnet, wurde dann Kinderheilstätte, NS-Gauführerschule und Krankenhaus-Außenstation, bis es 1999 als Wohnhaus in private Hände verkauft wurde.

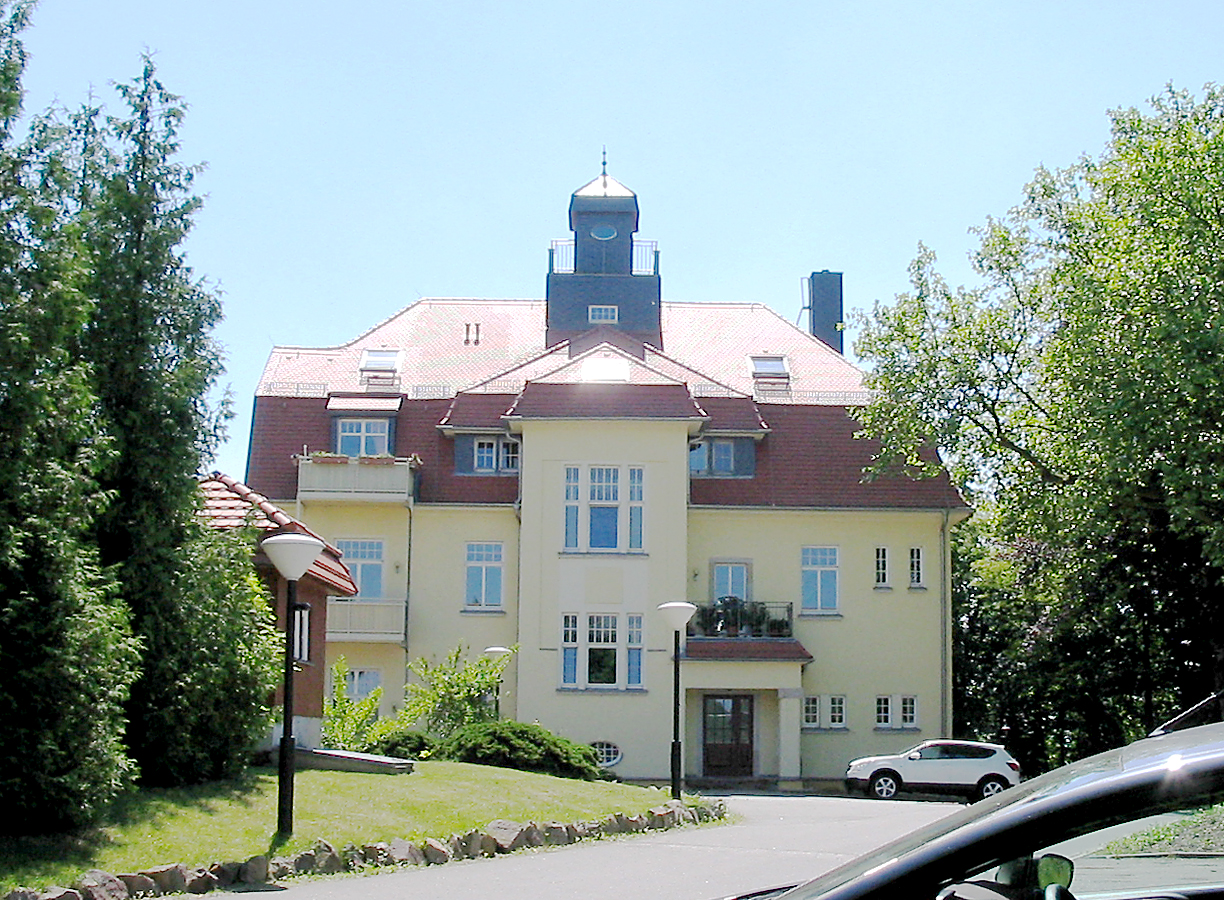
Kurhaus Wettin von der Nordseite

## Beschreibung

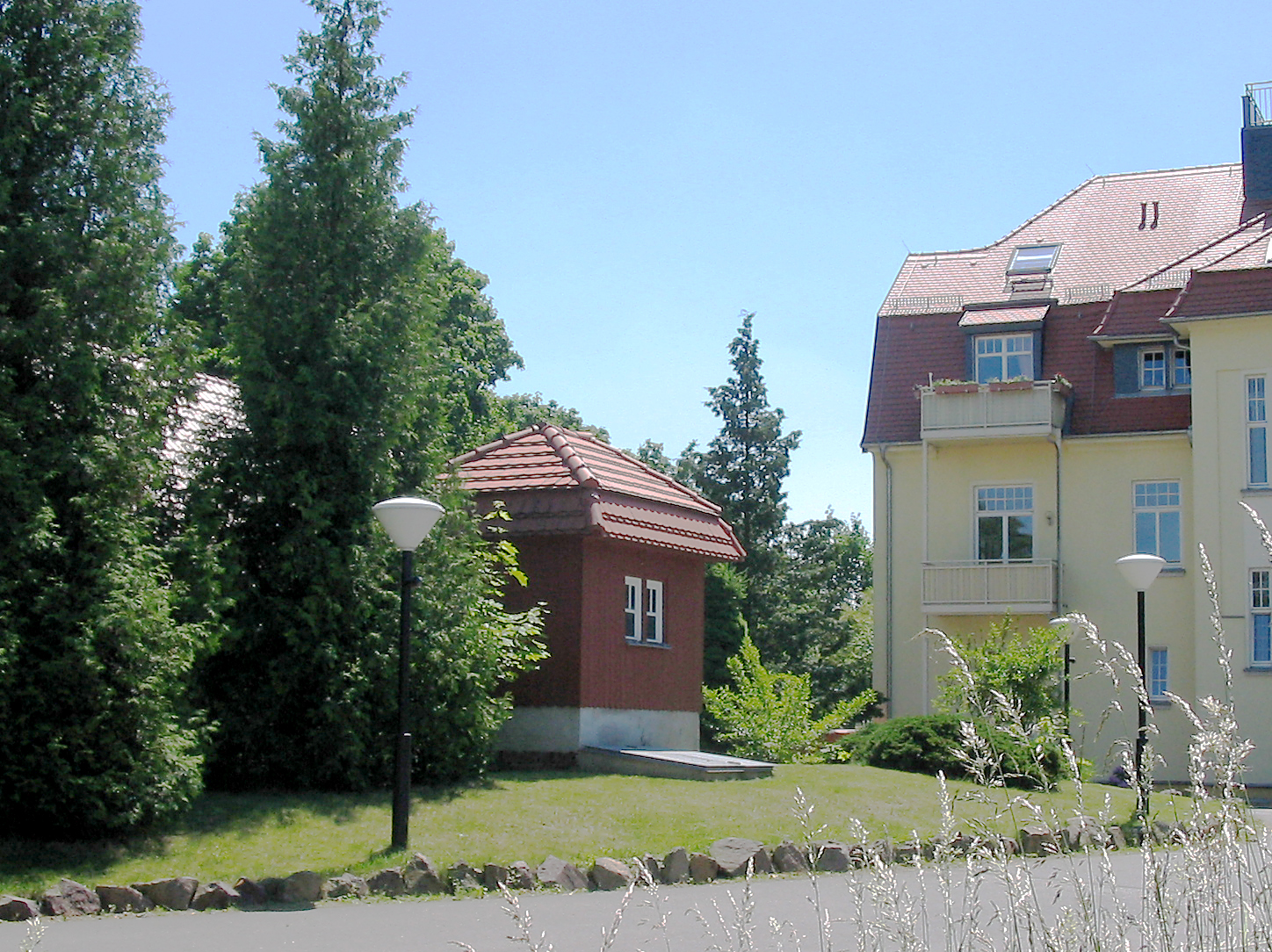
Das Brunnenhaus auf dem Vorplatz

Das stattliche, zweigeschossige Gebäude mit ausgebautem Mansarddach und weithin sichtbarem Dachreiter liegt in Hanglage am Rande des Haidebergs, eines „Berges“ in der Jungen Heide. Der Putzbau wird durch Lisenen sowie Putzfelder gegliedert.
Nach Süden ergibt sich durch die Hanglage ein zusätzliches Sockelgeschoss sowie eine Terrasse, ehemals mit Freitreppe. Auf der linken Seite der Hangansicht steht ein weit aus dem Gebäude herausgezogener Seitenrisalit, fast wie ein Gebäudeflügel, der die Terrasse gegen das Wetter schützt. Auf der rechten Seite der Hangansicht tritt der Seitenrisalit bis zur Gebäudefront zurück. Um diese Gebäudeecke zieht sich die Terrasse herum bis zur nördlichen Gebäudekante. Beide Südgiebel sind mansardartig geknickt. Auch in der östlichen Seitenansicht steht an der Nordkante ein Seitenrisalit.
Auf der Nordseite zur Vorfahrt hin steht ein mittiger Treppenhausvorbau, neben dem sich rechts der Eingang unterhalb eines Söllers befindet. Das im Hof stehende Brunnenhäuschen ist verbrettert und hat ein geknicktes Zeltdach. Östlich der Vorfahrt befindet sich ein zusätzliches, aus zwei Baukörpern bestehendes Nebengebäude, das als Grundstück inzwischen abgetrennt ist.
Die Denkmalpflege beschreibt das heutige Mehrfamilienhaus als „gestalterisch markantes Anwesen aus dem Anfang des 20. Jahrhunderts, charakteristisches und weitgehend original erhaltenes Beispiel der sogenannten Reformstilarchitektur“.

## Geschichte

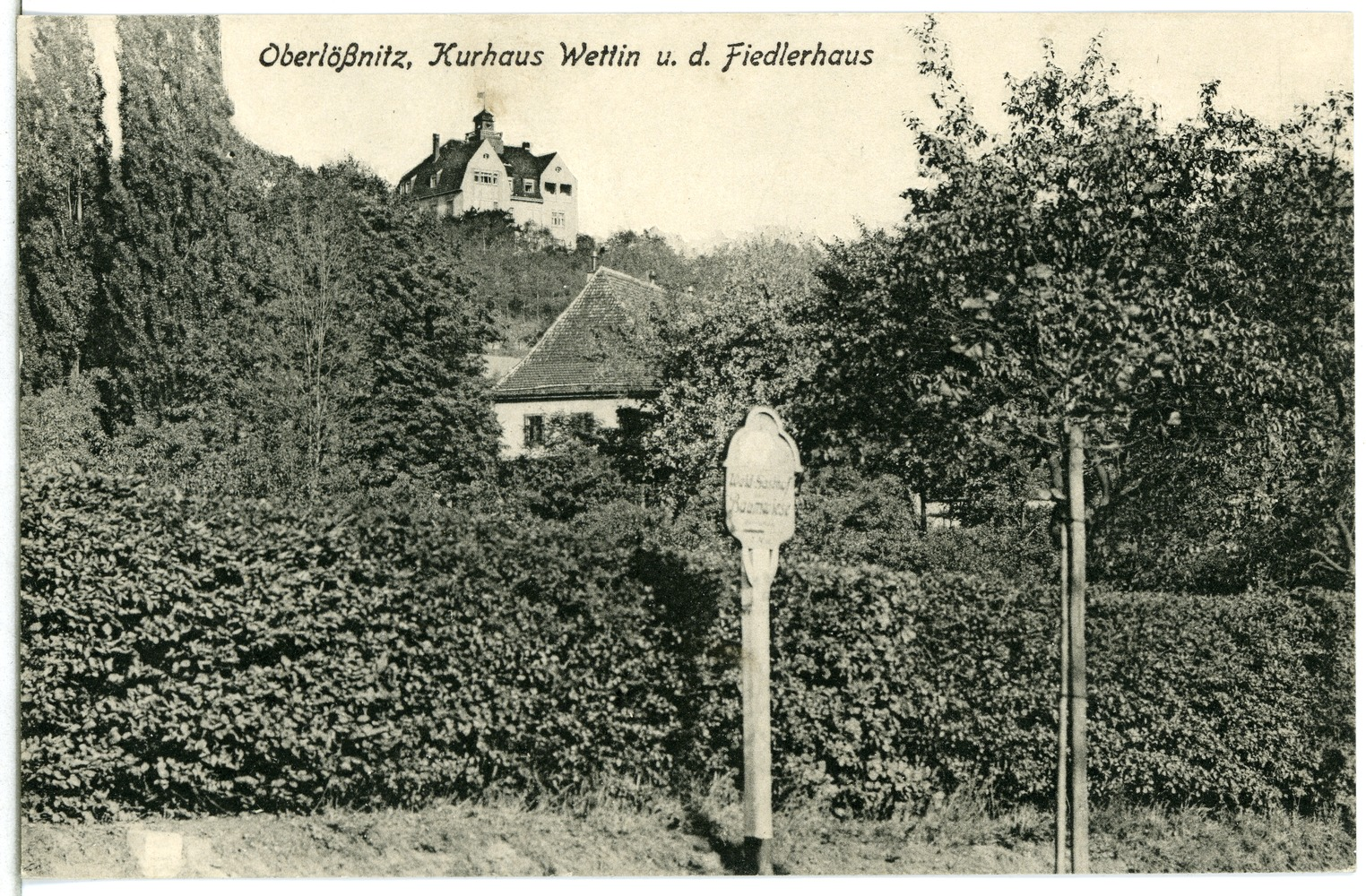
Kurhaus Wettin von der Südseite (auf der Hangkante, 1912); davor steht das Fiedlerhaus

Im Jahr 1891 erwarb der Dresdner Schleifereibesitzer Max Richard Herrfurth auf dem Haideberg die unbebauten Flurstücke 4 bis 6 in Oberlößnitz, an der Grenze zu Boxdorf. Diese stammten aus dem Nachlass des Serkowitzer Gastwirts Friedrich August Huhle. Im Jahr 1903 baute Herrfurth eine private Zufahrt auf sein Grundstück, jedoch wurde ihm die Errichtung eines Wohn- und Restaurationsgebäudes wegen „mangelnden Bedürfnisses“ untersagt. Zwei Jahre später, 1905, führte Herrfurth vergeblich aus, „es soll durchaus kein lärmendes Krawall-Restaurant … [entstehen], sondern ein Restaurant im feineren Stil für besseres Publikum, etwa wie die Sektkellerei in der Niederlößnitz, aber nicht nur mit Wein-, sondern auch mit Bierausschank, dadurch hoffe ich, daß die schöne Höhe im besseren Publikum mehr bekannt wird und dadurch hübsche Villen entstehen, damit den hier immermehr überhand nehmenden rothen Elementen endlich ein fester Stamm königstreuer Bevölkerung entgegengesetzt wird und die rothe Internationale etwas eingedämmt wird.“
Am 5. Mai 1907 erweiterte Herrfurth laut Bauakte seine Argumentation damit, dass sich „das Bedürfnis nach einem guten Höhen-Restaurant ganz gewaltig gesteigert“ habe, „einmal durch den … billigen 10 Pfg. Tarif der elektrischen Strassenbahn von Räcknitz bis Wilder Mann, andererseits durch den … so enorm ausgebreiteten Automobilverkehr, da der erholungssuchende Ausflügler, um sich vor dem Automobilstaub und Geruch zu retten, Restaurants usw. aufsucht, welche etwas abseits von der Straße liegen, und, wie das bei obigem Grundstück zutrifft, auf staubfreien Fusswegen, welchen dem Automobilverkehr verboten sind, zu erreichen sind. Für den Beweis der Wahrheit obenstehender Behauptung, bin ich im Stande sehr glaubwürdige Zeugen beizubringen.“ Ebenso vergeblich war der folgende Antrag vom 25. Mai desselben Jahres mit Plänen des Radebeuler Architekten und Baumeisters Carl Käfer.
Erneute Pläne vom Mai 1908, diesmal vom Dresdner Architekten Oskar Menzel, wurden genehmigt, auch erhielt Herrfurth eine Bewirtungserlaubnis. Daraufhin errichtete der Serkowitzer Baumeister Wilhelm Eisold das Höhen-Restaurant, welches am 19. August 1909 als Kurhaus Wettin mit Pensionsbetrieb eröffnet wurde. 1914 wurde die Terrasse verglast.
Im Jahr 1920 wurde das Restaurant an den Pflegeausschuss des Wohlfahrtsamtes Dresden-Neustadt (oder den Bezirksverband Sächsische Erholungsfürsorge der Amtshauptmannschaft Dresden) verkauft und in den Folgejahren als Kinderheim (Kinderheilstätte) mit 100 Betten betrieben. 1923 erfolgte der Bau des östlichen, eingeschossigen Nebengebäudes nach Plänen des Regierungsbaurats Caspar Theodor Höpker, welches 1939 um einen Anbau erweitert wurde. Im Jahr 1927 wurden das Pumpenhaus sowie eine Liegehalle errichtet.
1930 gingen die Gebäude in den Besitz der Stadt Dresden über und 1933 auch das Grundstück. Ab 1933 wurde das Anwesen kurzzeitig als Arbeitsdienstlager verwendet, ab 1935 wurde es zur Gauschule Haideberg der NSDAP.
Nach dem Zweiten Weltkrieg ging die Verfügung über das Anwesen wieder an den Rat der Stadt Dresden über, der es als Tuberkulosestation des Krankenhauses Dresden-Friedrichstadt nutzte. Zwischen 1950 und 1970 diente es als Lungenheilstätte und dann bis Sommer 1999 als Geriatriestation des Krankenhauses Dresden-Neustadt.
Es erfolgte der Verkauf an privat. Im Jahr 2005 wurde das Kulturdenkmal saniert und zu einem Elf-Parteien-Haus bei 1000 m² Wohnfläche umgewandelt.